# Eduard Kurzbauer
Eduard Kurzbauer, né le 2 mars 1840 à Lemberg en royaume de Galicie et de Lodomérie et mort le 13 janvier 1879 à Munich, est un peintre autrichien de l'école de Munich, actif en royaume de Bavière.

## Biographie

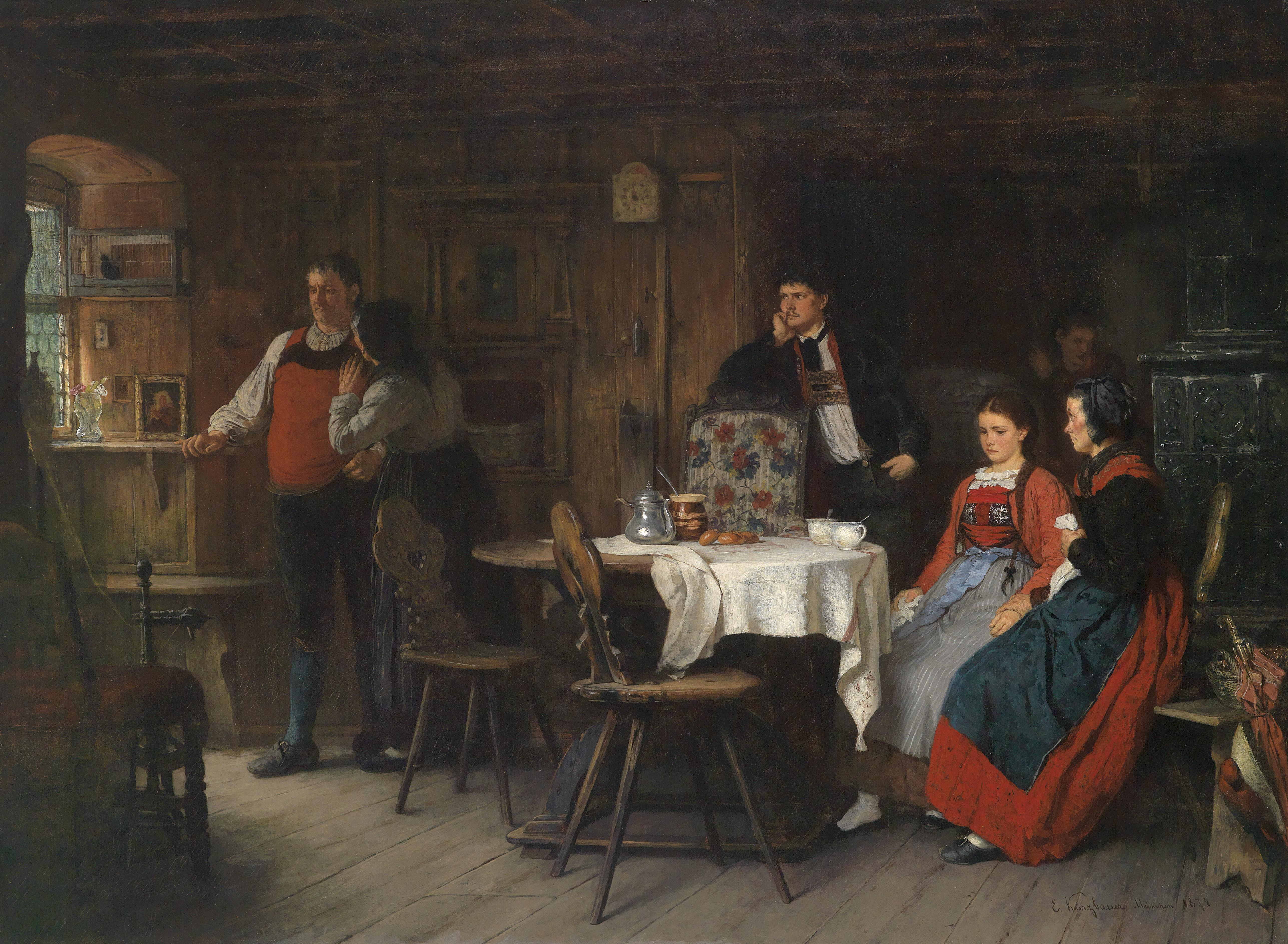
Ein stürmischer Verlobungstag

Kurzbauer travaille d'abord à Vienne chez le lithographe Reiffenstein, puis entre en 1857 à l'académie des beaux-arts de Vienne, dont il sort en 1861. Il connaît des années difficiles, et ce n'est qu'en 1867 que sa toile La Conteuse est remarquée. Cela lui permet d'étudier pendant deux ans de 1868 à 1870 à l'atelier munichois du fameux Carl von Piloty, autour duquel gravite ce qu'on appellera l'école de Munich.
Kurzbauer rencontre ses premiers succès avec des scènes de genre, comme Les Fugitifs (1870, Galerie de Vienne), Le Fiancé éconduit (1871), La Fête du village (1873), La Dégustation de vin (1874), Devant la tombe (1875) Le Sapin de Noël (1875), La Première lettre (1877), etc.
Il meurt prématurément à Munich avant d'avoir atteint ses trente-neuf ans.